# Водонапірна вежа (Ассенделфт)
Водонапірна вежа в нідерландському селищі Ассенделфті була побудована в 1885 році за проектом архітектора Д. де Леув (нід. D. de Leeuw).
Початкова висота становила 31,4 метра при місткості 540 м³. Наразі висота вежі становить 41,85 метра, а об’єм резервуара для води становить 1200 м³.  
Вежа була відреставрована та перебудована; її пристосували для офісів. На верхньому поверсі знаходиться заклад громадського харчування.

## Зовнішні посилання
- Стаття про водонапірну вежу в Ассенделфті